# Гроппер, Денни
Де́нни Гро́ппер (ивр. דני גרופר‎; 16 марта 1999, Хайфа) — израильский футболист, защитник клуба «Лудогорец» и национальной сборной Израиля.

## Ранние годы
Гроппер родился в Хайфе, Израиль, в семье ашкеназских евреев. Его дядя — израильский бывший профессиональный футболист Ронни Розенталь.

## Клубная карьера
Гроппер присоединился к молодёжному составу «Маккаби Хайфы» ещё в детстве. В 2015 году он перешёл в юношеский состав «Хапоэля Хайфы», а в 2017 году в «Ирони Нешер». В 2018 году он впервые выступил за взрослую команду, подписав контракт на один сезон с «Хапоэлем Афула», где забил 4 гола в 30 матчах. В мае 2019 года он подписал контракт на три сезона с израильским клубом «Хапоэль Тель-Авив». В марте 2022 года Гроппер подписал контракт с чемпионом Болгарии «Лудогорцем».

## Награды

### Лудогорец
- Чемпионат Болгарии: 2021/22, 2022/2023
- Суперкубок Болгарии: 2022, 2023